# 1745 Ferguson
1745 Ferguson eller 1941 SY1 är en asteroid i huvudbältet som upptäcktes den 17 september 1941 av den amerikanske astronomen John E. Willis vid United States Naval Observatory. Den har fått sitt namn efter den amerikanske astronomen James Ferguson.
Asteroiden har en diameter på ungefär 12 kilometer och den tillhör asteroidgruppen Koronis.